# Relaciones Marruecos-Rusia
Relaciones Marruecos-Rusia (en árabe: العلاقات المغربية الروسية‎, en ruso: Российско-марокканские отношения) son las relaciones bilaterales entre el Reino de Marruecos y la Federación de Rusia. Marruecos tiene una embajada en Moscú, mientras que Rusia tiene una embajada en Rabat y un consulado general en Casablanca.

## Historia

### Periodo imperial

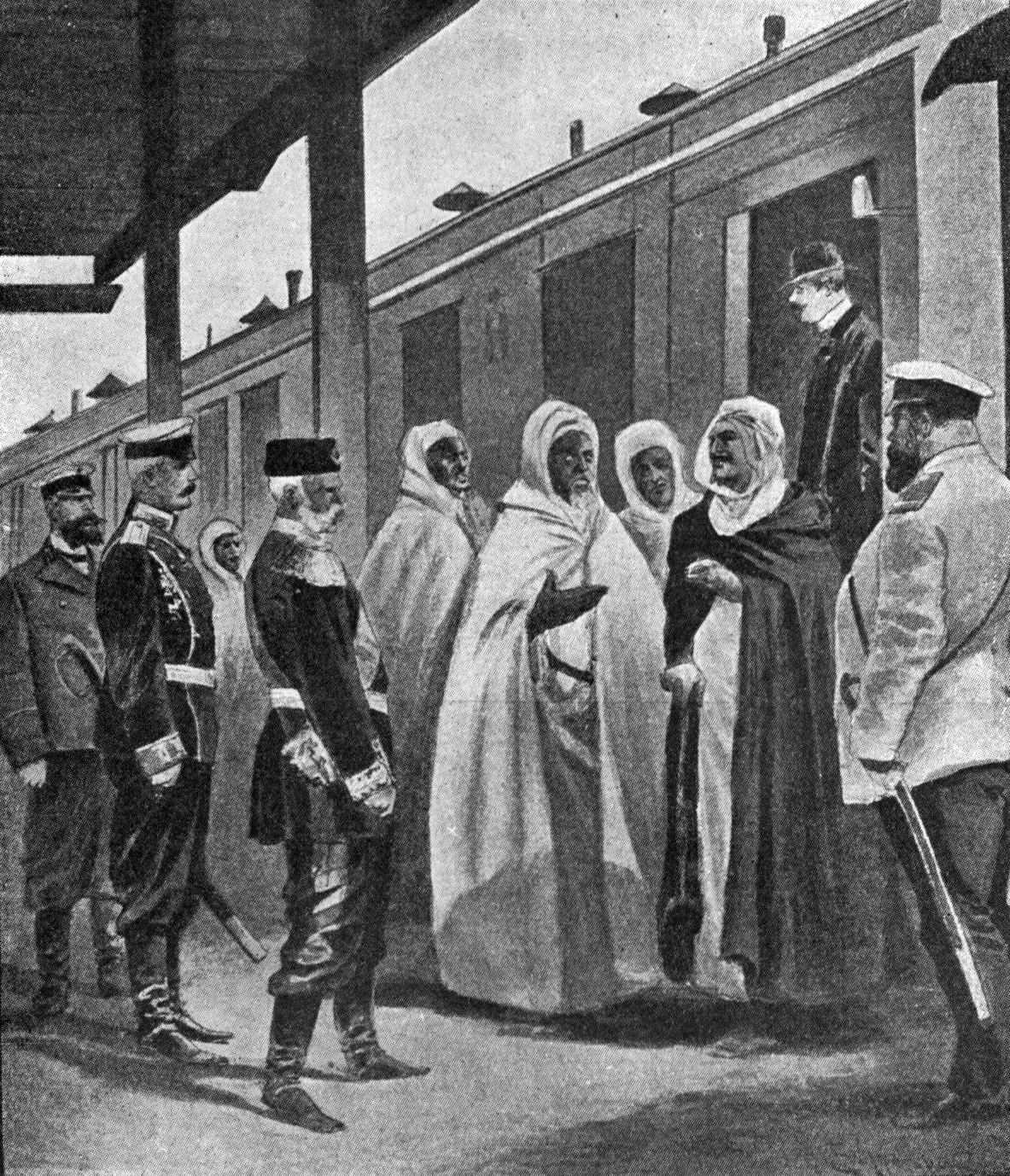
Embajada de Marruecos en Moscú en 1901.

Las relaciones bilaterales entre Rusia y Marruecos han sido tradicionalmente muy buenas desde el siglo XVIII. Comenzaron las relaciones mutuas con el intercambio de bienes entre los imperios del sultán Mohammed Ben Abdallah y la emperatriz Catalina II. En 1897, el Imperio ruso estableció un consulado en Tánger. En 1906, Arthur Cassini participó en la Conferencia de Algeciras como representante del Imperio Ruso. La delegación rusa apoyó inequívocamente la posición francesa en la Primera Crisis Marroquí. A finales de los años zaristas, Rusia apoyó la posición colonial francesa en Marruecos.

### Periodo soviético
En el transcurso de la década de 1920, el Komintern patrocinado por los soviéticos apoyó la campaña de Jacques Doriots (entonces comunista) contra la presencia colonial francesa en Marruecos. Además, en las décadas de 1920 y 1930, la Unión Soviética no firmó el Protocolo de Tánger.
Durante la Guerra Fría, Marruecos fue uno de los socios comerciales más importantes de la Unión Soviética en África.
A principios de la década de 1960, las relaciones soviético-marroquíes se estaban desarrollando muy bien. Durante la protesta de Moscú de 1964, aproximadamente 50 estudiantes marroquíes irrumpieron en la embajada de Marruecos en la Unión Soviética en Moscú y organizaron una sentada todo el día para protestar contra las sentencias de muerte dictadas por un tribunal marroquí en Rabat.
En 1978, la Unión Soviética invirtió fuertemente en la industria minera de Marruecos.
En el contexto de la guerra del Sáhara Occidental, Moscú respaldó "los derechos inalienables de la población del Sáhara Occidental a la autodeterminación". El rey Hasán II de Marruecos dijo en 1980 que Marruecos y la Unión Soviética están "en guerra" en el sentido de que se suministraron armas soviéticas a Argelia, que estaban siendo enviadas por Argelia al Frente Polisario.

## Relaciones actuales

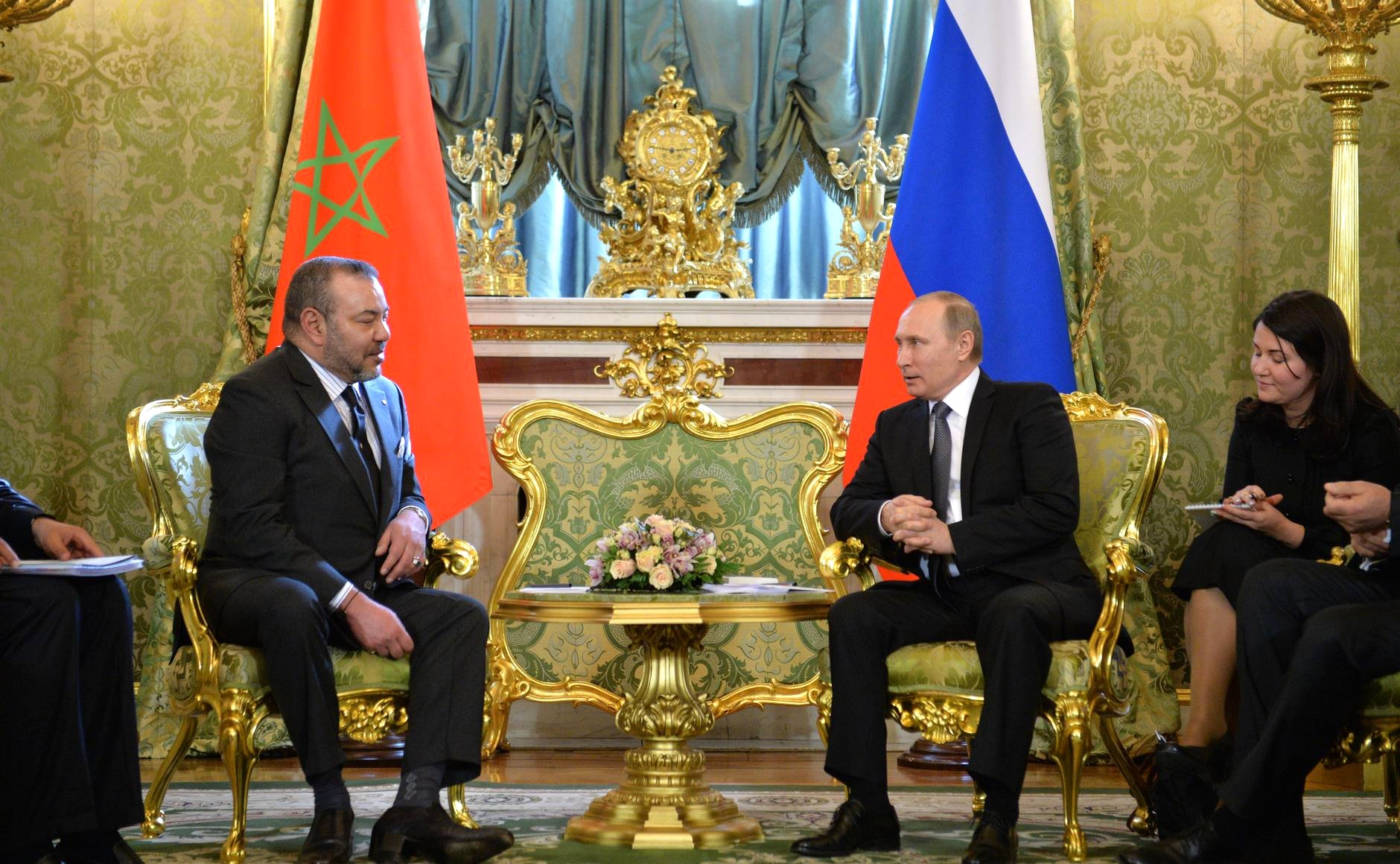
El rey marroquí Mohammed VI con el presidente ruso Vladímir Putin en 2016.

En la década de 2000, las relaciones comerciales bilaterales se ampliaron significativamente, especialmente en el sector minero y agrícola.
El actual presidente Vladímir Putin había realizado una visita a Marruecos en septiembre de 2006 con el fin de impulsar los lazos económicos y militares entre Rusia y Marruecos. Las relaciones entre Marruecos y Rusia siguen en constante desarrollo, mientras que el comercio entre los dos países superó los dos mil millones de dólares en 2011. En marzo de 2016, el rey Mohamed VI de Marruecos visitó Rusia y se reunió con el presidente Putin. Ambas partes firmaron un acuerdo sobre protección mutua de información secreta.
Después de una caída significativa en el turismo de Europa, el Ministerio de Turismo de Marruecos planea atraer a más turistas de Rusia.
En 2019, los gobiernos marroquí y ruso acordaron invertir en una refinería de petróleo en Mohammedia, inactiva desde 2015. Así, dotada de una capacidad de refino de unos 100.000 barriles al día, la refinería debería poder llegar más adelante a los 200.000 barriles al día explotando las instalaciones del Puerto de Nador. Esta expansión promete generar una serie de efectos indirectos, incluido el impulso de la creación de empleo y el desarrollo de infraestructura, particularmente en las regiones del norte de Marruecos.
Marruecos y Rusia firmaron un nuevo acuerdo de cooperación pesquera en 2020, después de que un acuerdo anterior firmado en 2016 expirara en marzo. El nuevo acuerdo, de 4 años de duración, es el octavo de su tipo desde 1992, y establece el marco legal que permite a una flota de 10 barcos rusos pescar pequeños pelágicos en aguas marroquíes más allá de las 15 millas náuticas.
Durante la pandemia de coronavirus, la cooperación entre Marruecos y la Federación de Rusia se destacó tras la aprobación de la vacuna Sputnik V en enero de 2021.

### Durante la guerra ruso-ucraniana
Marruecos optó por no participar en la votación de la ONU que condenó la invasión rusa de Ucrania, Marruecos dijo que estaba preocupado por la escalada militar en Ucrania y enfatizó que alienta todas las iniciativas y acciones que promuevan una solución pacífica de conflictos y el 37% de Los marroquíes quieren mantener los lazos con Rusia. Un ex prisionero de guerra marroquí que se ha naturalizado ucraniano fue condenado a muerte por un tribunal de la República Popular de Donetsk.

## Misiones diplomáticas
Rusia tiene una embajada en Rabat y una oficina consular en Casablanca. Marruecos está representado en Rusia por su embajada en Moscú.

### Embajada rusa
La embajada rusa se encuentra en Rabat.
- Embajador Valerian Shuvaev.[24]

### Embajada marroquí
La embajada de Marruecos se encuentra en Moscú.
- Embajador Lotfi Bouchaara.[26]